# Blood (série télévisée)
Pour les articles homonymes, voir Blood.
Blood (hangeul : 냄새를 보는 소녀 ; RR : Beulodeu ; littéralement: Sang)  est une série télévisée sud-coréenne diffusée du 16 février au 21 avril 2015 sur KBS2 avec Ahn Jae-hyun, Ji Jin-hee et Ku Hye-sun,.

## Synopsis
Park Ji-sang est un docteur spécialisé dans la chirurgie hépato-pancréas-biliaire à l'hôpital du cancer de Taemin, le meilleur hôpital dans le pays. Il est aussi un vampire. Malgré paraître froid et insensible, masques son cœur doux et la douleur intérieure Ji-sang et aspire à la proximité avec les gens. Il croit fermement en la sainteté de la vie humaine, et supprime sa soif de sang pour traiter les patients en phase terminale et à sauver des vies.

## Distribution

### Acteurs principaux
- Ahn Jae-hyun (en) : Park Ji-sang
  - Baek Seung-hwan : Park Ji-sang (jeune)
- Ji Jin-hee : Lee Jae-wook
  - Ku Hye-sun : Yoo Ri-ta/Yoo Chae-eun
- Jung Chan-bi : Yoo Chae-eun (jeune)

### Acteurs secondaires
- Jung Hae-in : Joo Hyun-woo
- Jung Hye-seong : Choi Soo-eun
- Jin Kyung : Choi Kyung-in (directeur associé)
- Son Soo-hyun : Min Ga-yeon (première année résident)
- Ryu Soo-young : Park Hyun-seo (père de Ji-sang)
- Park Joo-mi : Han Sun-young (mère de Ji-sang)
- Kim Kap-soo : Yoo Seok-joo
- Son Sook : Sylvia Ahn (maintenant)
- Park Tae-in : Seo Hye-ri
- Kwon Hyun-sang : Nam Chul-hoon
- Lee Ji-hoon : J
- Kim Yu-seok : Jung Ji-tae
- Jo Jae-yoon : Woo Il-nam
- Jung Suk-yong : Lee Ho-yong
- Gong Jung-hwan : Gerard Kim
- Park Jun-myun : Lee Young-joo
- Luuvy : Luuvy (robot)
- Kang Sung-min : Joo In-ho

## Réception
| Nb. d'épisodes | Date de diffusion | Part d'audience moyenne | Part d'audience moyenne     | Part d'audience moyenne | Part d'audience moyenne     |
| Nb. d'épisodes | Date de diffusion | TNmS Ratings            | TNmS Ratings                | AGB Nielsen             | AGB Nielsen                 |
| Nb. d'épisodes | Date de diffusion | Tout le pays            | Région de la capitale Séoul | Tout le pays            | Région de la capitale Séoul |
| -------------- | ----------------- | ----------------------- | --------------------------- | ----------------------- | --------------------------- |
| 1              | 16 février 2015   | 5,3 %                   | 6,0 %                       | 5,2 %                   | 6,0 %                       |
| 2              | 17 février 2015   | 4,9 %                   | -                           | 4,7 %                   | 5,1 %                       |
| 3              | 23 février 2015   | 6,1 %                   | -                           | 6.0%                    | 6.2%                        |
| 4              | 24 février 2015   | 5,8 %                   | -                           | 5,5 %                   | 5,6 %                       |
| 5              | 2 mars 2015       | 4,6 %                   | -                           | 4,1 %                   | 4,0 %                       |
| 6              | 3 mars 2015       | 5,5 %                   | -                           | 5,4 %                   | 5,4 %                       |
| 7              | 9 mars 2015       | 4.4%                    | -                           | 4,4 %                   | 5,2 %                       |
| 8              | 10 mars 2015      | 4.4%                    | -                           | 4,5 %                   | 4,8 %                       |
| 9              | 16 mars 2015      | 4,6 %                   | -                           | 4,3 %                   | 4,3 %                       |
| 10             | 17 mars 2015      | 5,1 %                   | -                           | 5,6 %                   | 5,4 %                       |
| 11             | 23 mars 2015      | 4.4%                    | -                           | 3.8%                    | 3.1%                        |
| 12             | 24 mars 2015      | 4,9 %                   | -                           | 4,5 %                   | 3,6 %                       |
| 13             | 30 mars 2015      | 4,8 %                   | -                           | 4,2 %                   | 4,3 %                       |
| 14             | 31 mars 2015      | 5,6 %                   | 6,4 %                       | 5,3 %                   | 5,0 %                       |
| 15             | 6 avril 2015      | 5,3 %                   | 5,5 %                       | 4,4 %                   | 4,6 %                       |
| 16             | 7 avril 2015      | 5,3 %                   | -                           | 5,0 %                   | 5,2 %                       |
| 17             | 13 avril 2015     | 5,3 %                   | -                           | 3.8%                    | 3,9 %                       |
| 18             | 14 avril 2015     | 5,3 %                   | -                           | 4,4 %                   | 4,1 %                       |
| 19             | 20 avril 2015     | 6.4%                    | -                           | 4,7 %                   | 4,8 %                       |
| 20             | 21 avril 2015     | 5,4 %                   | -                           | 5,0 %                   | 5,1 %                       |
| Moyenne        | Moyenne           | 5,2 %                   | -                           | 4,7 %                   | 4,8 %                       |

## Diffusion
- KBS2 (2015)
- KBS World
- Drama Channel
- GTV Variety Show
- ABS-CBN (bientôt)
- DTV One (2016)